# 切断低压

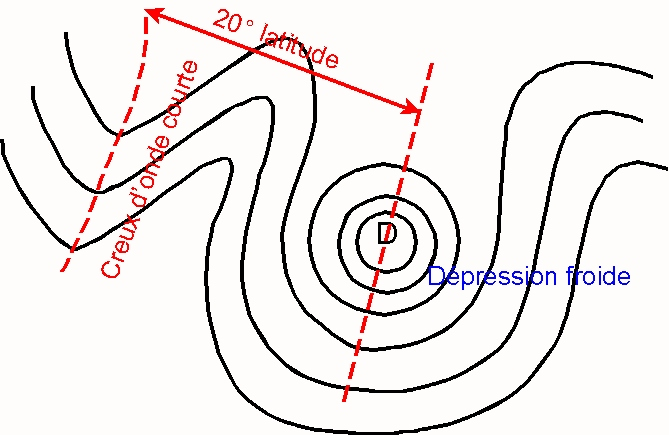
一个静态冷低压形成切断低压。

切断低压（英語：Cut-Fff Low COL、 Cold Drop、Weatherman's woe、 Closed Low）是指在西风带的中长波槽脊旳发展演变过程中，在西风槽（westerly trough）不断向南加深时，高空冷槽与北方冷空气旳联系会被暖空气切断，在槽旳南边形成一种孤立旳闭合冷性低压中心。 切断低压可保持数天的接近静止（阻塞），或偶尔向西移动（退行）。切断低压一般出现在中纬度（纬度20°至45°）。切断低压主要在对流层中上层，在700百帕以上才有明显表现，在300百帕上最明显。
切断低压常与更高纬度的阻塞高压相伴存在一周左右，共同构成了大气环流中阻塞形势。
中国东北地区春末夏初出现的切断低压，称为东北冷涡，比北太平洋东岸和欧洲南部-大西洋东岸的切断低压偏北10至15个纬距。